# El marginal
El marginal és una sèrie de televisió argentina de drama policial creada per Sebastián Ortega (Underground), escrita per Adrián Caetano, Guillermo Salmerón i Silvina Olschansky, i dirigida per Luis Ortega, amb Sebastián Ortega com a productor executiu. Els papers principals són a càrrec de Nicolás Furtado, Claudio Rissi, Martina Gusmán, Juan Minujín i Esteban Lamothe.
La primera temporada, amb 13 episodis, es va estrenar a la Televisión Pública Argentina el dijous 2 de juny de 2016 i va rebre crítiques majorment favorables per part de la premsa especialitzada. A Llatinoamèrica es va començar a emetre el 30 de gener de 2018 a través d'Universal Channel. Després de finalitzar aquest lliurament, la sèrie va ser incorporada el 7 d'octubre de 2016 en la plataforma de difusió audiovisual Netflix. Al seu torn, va ser presentada al certamen europeu Series Mania, obtenint el màxim guardó. Aquest bon acolliment va portar al fet que la cadena multinacional Telemundo comprés els drets de la sèrie i projectés fer una versió estatunidenca El 2018, es va estrenar als Estats Units El recluso, protagonitzada per l’argentí Ignacio Serricchio.
El 2017 es va renovar la sèrie per a una segona temporada de vuit episodis, que s'estrenaria el 17 de juliol de 2018, com a preqüela de l'anterior i que va aconseguir els 30 milions de visualitzacions.
En 2019 es va estrenar la tercera temporada, situada dos anys després dels esdeveniments de la temporada anterior.
La quarta, amb vuit episodis, es va començar a filmar el 8 de març de 2021 que van ser filmades en noveslocacions.
La cinquena i última temporada es va estrenar al maig de 2022.

## Sinopsi

### Primera temporada
Fent-se passar per convicte, l'expolicia Miguel Palacios (Juan Minujín) ingressa a la presó de San Onofre amb una identitat falsa: Osvaldo Peña, Pastor. La seva missió és trobar a la filla adolescent d'un poderós i corrupte jutge que suposadament ha estat segrestada per una banda mafiosa mixta de presos i carcellers d'aquest centre penitenciari.
Després de descobrir que la noia es troba captiva en una àrea de la presó i aconseguir el seu alliberament, Miguel és traït i queda empresonat com un reu més. Sense testimonis que coneguin la seva veritable identitat, i envoltat pels pitjors delinqüents i assassins, Miguel aviat comprendrà que només escapant pot salvar la seva vida i recuperar la seva veritable identitat.

### Segona temporada
La segona temporada transcorre tres anys abans de la primera temporada. Els germans Borges, Diosito (Nicolás Furtado) i Mario (Claudio Rissi), arriben al penal de San Onofre i es veuen embolicats en una guerra de poder contra el Sapo Quiroga (Roly Serrano). L'aliança amb Patricio Salgado, el Doc (Esteban Lamothe), un metge anestesista tancat per un crim que no va cometre, serà la clau de la supervivència.

### Tercera temporada
La tercera temporada des situa dos anys després del «motí dels coloms» i un any abans del segrest de Luna Lunati (Maite Lanata). Els germans Borges (Nicolás Furtado i Claudio Rissi) han consolidat el seu poder al penal de San Onofre i reben l'encàrrec del director, Antín (Gerardo Romano), de protegir un intern nouvingut, Cristian Pardo (Lorenzo Ferro), fill d'un empresari poderós (Gustavo Garzón). Emma (Martina Gusmán) lídia amb els traumes que el motí li va deixar i els joves del clan rival dels Borges, la Sub 21, intenten destronar-los; per a això, teixeixen aliances amb l¡exboxador Brunni (Alejandro Awada), amb Pantera (Ignacio Sureda), qui després de la mort del Sapo va ser torturat i convertit en una «màquina de baralla» per als combats clandestins que s'organitzaven en el penal.

### Quarta temporada
La quarta temporada reprèn, amb el lapse d'uns mesos, els esdeveniments que van tancar la primera temporada. Els germans Borges (Nicolás Furtado i Claudio Rissi) han estat condemnats, al costat del Colombiano James (Daniel Pacheco) i Barny (Marcelo Peralta), a cadena perpètua i són traslladats al complex penitenciari de màxima seguretat Puente Viejo. En aquest nou reclusori, dirigit per un cínic funcionari anomenat Benito Galván (Rodolfo Ranni) al costat de Coco (Luis Luque) i la seva banda, capos dels presos, es trobaran amb un vell conegut: Miguel Palacios (Juan Minujín).
A aquesta confrontació se suma la filial local de la Sub 21. Alhora, el retrobament entre Pastor i Diosito reviurà forts sentiments per a tots dos. Des de fora, Sergio Antín (Gerardo Romano) operarà per a ensenyorir-se del poder de la presó, i Emma Molinari (Martina Gusmán) ajudarà a Pastor en un nou i perillós intent de fugida al costat de Brian (Ignacio Quesada), un jove que, a més de ser amic de Pastor, es veu obligat a treballar com secretari de l'alcaide.

### Cinquena temporada
Pastor (Juan Minujín) i Diosito (Nicolás Furtado), separats després d'una fugida frustrada, enfronten nous perills i desafiaments per sobreviure. Un va quedar tancat, l'altre buscant un lloc fora dels murs, tots dos hauran d'enfrontar-se a les conseqüències dels seus actes i reparar els danys del passat. D'altra banda, un malalt i envellit Mario Borges comença a perdre el seu poder i influència en la presó, alguna cosa que intentarà ser aprofitat per Bard i la seva gent, com així també per César i la sub-21.

## Repartiment
| Actor / Actriu                | Personatge                            | Temporades | Temporades | Temporades | Temporades | Temporades |
| Actor / Actriu                | Personatge                            | 1          | 2          | 3          | 4          | 5          |
| ----------------------------- | ------------------------------------- | ---------- | ---------- | ---------- | ---------- | ---------- |
| Juan Minujín                  | Miguel Palacios / Osvaldo Pastor Peña | Principal  |            | Invitat    | Principal  | Principal  |
| Esteban Lamothe               | Patricio Doc Salgado                  |            | Principal  |            |            |            |
| Nicolás Furtado               | Juan Pablo Diosito Borges             | Principal  | Principal  | Principal  | Principal  | Principal  |
| Claudio Rissi                 | Mario Borges                          | Principal  | Principal  | Principal  | Principal  | Principal  |
| Gerardo Romano                | Sergio Antín                          | Principal  | Principal  | Principal  | Principal  | Principal  |
| Martina Gusmán                | Emma Molinari                         | Principal  | Principal  | Principal  | Principal  |            |
| Carlos Portaluppi             | Morcilla                              | Principal  | Principal  | Principal  |            |            |
| Abel Ayala                    | César                                 | Principal  | Principal  | Principal  | Principal  | Principal  |
| Brian Buley                   | Pedrito Pedraza                       | Principal  | Principal  | Principal  | Cameo      |            |
| Daniel Pacheco                | James Colombia                        | Principal  | Principal  | Principal  | Principal  | Principal  |
| Marcelo Peralta               | Barny                                 | Principal  | Principal  | Principal  | Principal  | Invitat    |
| Emanuel García                | Arnold                                | Principal  | Principal  | Principal  | Principal  |            |
| Jorge Lorenzo                 | Capece                                | Principal  | Principal  | Principal  | Principal  | Principal  |
| Mariano Argento               | Cayetano Lunati                       | Principal  |            | Recurrent  |            |            |
| Gerardo Otero                 | Fernando Palacios                     | Principal  |            |            |            |            |
| Adriana Salonia               | Lucrecia                              | Principal  |            |            |            |            |
| Maite Lanata                  | Luna Lunati                           | Principal  |            | Recurrent  |            | Principal  |
| Aylin Prandi                  | Sofía                                 | Principal  |            | Recurrent  |            |            |
| Chang Sung Kim                | Chino Soja                            | Principal  |            |            |            |            |
| Ignacio Sureda                | Pantera                               |            | Principal  | Principal  |            |            |
| Roly Serrano                  | Sapo Quiroga                          |            | Principal  | Invitat    |            |            |
| Diego Cremonesi               | Quique Cuis                           |            | Principal  | Invitat    |            |            |
| Verónica Llinás               | Rita                                  |            | Principal  |            |            |            |
| Rodrigo Noya                  | Nicolás Oaki Olmos                    |            | Principal  |            |            |            |
| Daniel Fanego                 | Garófalo                              |            | Principal  |            |            |            |
| Lorenzo Ferro                 | Cristian Moco Pardo                   |            |            | Principal  |            |            |
| Alejandro Awada               | Oliverio Bruni                        |            |            | Principal  |            |            |
| Osqui Guzmán                  | Ramos                                 |            |            | Principal  |            |            |
| Ana María Picchio             | Estela Morales                        |            |            | Principal  |            |            |
| Denis Corat                   | Marquitos                             |            |            | Principal  |            |            |
| David Masajnik                | Juan Carlos Tubito Rodríguez          |            |            | Principal  |            |            |
| Rodolfo Ranni                 | Benito Galván                         |            |            |            | Principal  |            |
| Luis Luque                    | Coco                                  |            |            |            | Principal  |            |
| Ariel Staltari                | José Bardo Muriazo                    |            |            |            | Principal  | Principal  |
| María Leal                    | María Virginia Piñeiro                |            |            |            |            | Principal  |
| Julieta Zylberberg            | Silvia de Palacios                    | Recurrent  |            |            | Recurrent  |            |
| Mauro Angemi                  | Calambre                              | Recurrent  |            |            |            |            |
| Guido Botto Fiora             | Fiorella                              | Recurrent  |            |            |            |            |
| Gustavo Pardi                 | Pikachu                               | Recurrent  |            |            |            |            |
| Lucas Pose                    | El Niño                               | Recurrent  |            |            |            |            |
| Jonathan de la Rosa           | El Susto                              | Recurrent  | Recurrent  | Recurrent  |            |            |
| Ana Garibaldi                 | Gladys                                | Recurrent  |            |            |            |            |
| Silvana Sosto                 | Claudia                               | Recurrent  | Recurrent  | Recurrent  | Recurrent  |            |
| Sergio Sánchez                | Flaco Borges                          | Recurrent  | Recurrent  | Recurrent  | Cameo      | Cameo      |
| Carlos Cano                   | Sandro                                | Recurrent  | Recurrent  | Recurrent  |            | Recurrent  |
| Javier Pedersoli              | Kalina                                | Recurrent  | Recurrent  | Recurrent  |            |            |
| Ignacio Huang                 | Wan                                   | Recurrent  | Cameo      |            |            |            |
| Francisco Lumerman            | El Triste                             | Recurrent  |            |            |            | Recurrent  |
| Marco Woinski                 | Pipita                                | Recurrent  |            |            |            |            |
| Brian Muniz                   | Virus                                 | Recurrent  |            |            |            |            |
| Fernando Caride               | Procurador Octavio Ludueña            | Recurrent  |            | Cameo      |            |            |
| Adrián Navarro                | Gastón Belardo                        | Recurrent  |            | Recurrent  |            |            |
| Ramiro Martínez               | Rogelio Rico                          | Recurrent  |            |            |            |            |
| Mario Moscoso                 | Guardiacárcel                         | Recurrent  |            |            |            |            |
| Enrique Liporace              | El Verruga                            | Recurrent  |            |            |            |            |
| Cristina Banegas              | Élida                                 | Recurrent  |            |            |            |            |
| Lis Moreno                    | Karina (Kari)                         | Invitada   |            |            |            |            |
| Daniela Pantano               | Pamela (Pame)                         | Invitada   |            |            |            |            |
| Mercedes Scápola              | Betina Espósito de Palacios           | Recurrent  |            |            |            |            |
| Eugenia Alonso                | Terapeuta                             | Recurrent  |            |            |            |            |
| Laura López Moyano            | Diana Sosa                            | Recurrent  |            |            |            |            |
| Camila Garófalo               | Mabel Molinari                        | Recurrent  |            |            | Recurrent  | Invitada   |
| Jimena Anganuzzi              | Karla                                 | Recurrent  |            |            |            |            |
| Inés Palombo                  | Anabella                              | Recurrent  |            |            |            |            |
| Adolfo Yanelli                | Doctor                                | Recurrent  |            |            |            |            |
| Guadalupe Yepes               | Vicky                                 | Recurrent  |            |            |            |            |
| Alma Gandini                  | La Piba                               | Cameo      |            | Cameo      |            |            |
| Mónica Raiola                 | Chiqui                                |            | Recurrent  | Recurrent  |            |            |
| Nicolás Gualco                | Raviolito                             |            | Recurrent  |            |            |            |
| Roberto Vallejos              | Godoy                                 |            | Recurrent  |            |            |            |
| Paula Cancio                  | Camila de Salgado                     |            | Recurrent  |            |            |            |
| Joaqui Lerena                 | Mecha                                 |            | Recurrent  |            |            |            |
| Antonella Ferrari             | Carla                                 |            | Recurrent  |            |            |            |
| Fidel Ponce y Tomas Fernández | Los Mellis                            |            | Recurrents |            |            |            |
| Fabio Sancineto               | Fabiola                               |            | Recurrent  | Recurrent  |            | Recurrent  |
| Victoria Césperes             | Andrea                                |            | Recurrent  | Cameo      |            |            |
| Silvina Bosco (†)             | Romina                                |            | Recurrent  |            |            |            |
| Gonzalo Acosta                | El Ninja                              |            | Recurrent  |            |            | Invitat    |
| Rafael Soliwoda               | Marcelo Ontiveros                     |            | Recurrent  |            |            |            |
| Luciano Farías                | Vato                                  |            | Recurrent  |            |            |            |
| Gonzalo Basile                | Oso / Patón                           |            | Recurrent  | Recurrent  |            | Recurrent  |
| Valentín Villafañe            | Hueso                                 |            | Recurrent  |            |            |            |
| Sofía Dieguez                 | Luli                                  |            | Recurrent  | Recurrent  |            | Recurrent  |
| Mariana Genesio Peña          | Ginna                                 |            | Recurrent  | Recurrent  |            |            |
| Micol Estévez                 | Jessy Quiroga                         |            | Recurrent  |            |            |            |
| Federico Barga                | Chaveta                               |            | Recurrent  |            |            |            |
| Loren Acuña                   | La Pichona                            |            | Recurrent  |            |            |            |
| Rodrigo Mora                  | Máximo                                |            | Cameo      | Recurrent  |            |            |
| Gustavo Garzón                | Eduardo Pardo                         |            |            | Recurrent  |            |            |
| Cumelén Sanz                  | Karina                                |            |            | Recurrent  |            |            |
| Marcelo Mazzarello            | Daniel el Loco Ortiz                  |            |            | Recurrent  |            |            |
| Luis Ziembrowski              | Ángel Machado Williams                |            |            | Recurrent  |            |            |
| Gastón Serrano                | Dtoke                                 |            |            | Recurrent  |            |            |
| El Flaco                      | Fiorito                               |            |            | Recurrent  |            |            |
| Rolando Schiavi               | Él mismo                              |            |            | Cameo      |            |            |
| Facundo Espinosa              | Enzo                                  |            |            |            | Recurrent  |            |
| Ernesto Larrese               | Padre Ramón                           |            |            |            | Recurrent  | Recurrent  |
| Ignacio Quesada               | Brian Godoy                           |            |            |            | Recurrent  | Recurrent  |
| Guadalupe Docampo             | Catalina                              |            |            |            | Recurrent  |            |
| Diego Gallardo                | Osmar Gutiérrez                       |            |            |            | Recurrent  |            |
| Lautaro Rodríguez             | Estalone                              |            |            |            | Recurrent  | Recurrent  |
| Juan Pablo Cestaro            | El Bromas                             |            |            |            | Recurrent  | Recurrent  |
| Fernando Miró                 | Hugo Luciani                          |            |            |            | Recurrent  |            |
| Nahuel Quimey Villarreal      | Caspa                                 |            |            |            | Recurrent  |            |
| María Pía Martignoni          | Cielo                                 |            |            |            | Recurrent  |            |
| Valentina Ávila               | Alelí                                 |            |            |            | Recurrent  | Recurrent  |
| Elías Zacovich                | Dengue                                |            |            |            | Recurrent  | Recurrent  |
| Lucas Rodríguez               | Labia                                 |            |            |            | Recurrent  |            |
| Joselo Bella                  | Marconi                               |            |            |            | Invitat    |            |
| Agnes Simón                   | Lorena                                |            |            |            | Invitada   |            |
| Dalma Maradona                | Ana                                   |            |            |            | Invitada   |            |
| Braian Ross                   | Mario Borges (joven)                  |            |            |            | Invitat    |            |
| Silvia Villazur               | Nelly Pérez Crellet                   |            |            |            | Invitada   |            |
| Jorge Prado                   | Medina                                |            |            |            |            | Recurrent  |
| Marina Artigas                | Rosario                               |            |            |            |            | Recurrent  |
| Santiago Motolo               | Lucas Palacios                        |            |            |            |            | Recurrent  |
| Dakillah                      | Eli                                   |            |            |            |            | Invitada   |
| María Fernanda Callejón       | Marta                                 |            |            |            |            | Invitada   |
| Ernesto Claudio               | Daniel Castro                         |            |            |            |            | Invitat    |
| Katja Alemann                 | Alicia                                |            |            |            |            | Invitada   |
| Fabián Arenillas              | Andrés Lazarre                        |            |            |            |            | Invitat    |

## Episodis
| Temporada | Temporada | Episodis | Televisión Pública Argentina | Televisión Pública Argentina | Netflix                | Universal TV        | Universal TV        | puntuació |
| Temporada | Temporada | Episodis | Estrena                      | Final                        | Netflix                | Estrena             | Final               | puntuació |
| --------- | --------- | -------- | ---------------------------- | ---------------------------- | ---------------------- | ------------------- | ------------------- | --------- |
|           | 1         | 13       | 2 de juny de 2016            | 8 de setembre de 2016        | 7 d'octubre de 2016    | 30 de gener de 2018 | 6 de febrer de 2018 | 2.9       |
|           | 2         | 8        | 17 de juliol de 2018         | 4 de setembre de 2018        | 28 de setembre de 2018 | 16 de gener de 2020 | 2020                | 9.4       |
|           | 3         | 8        | 9 de juliol de 2019          | 27 d'agost de 2019           | 27 de setembre de 2019 | 2021                | 2021                | 9.6       |
|           | 4         | 8        | TBA                          | TBA                          | 19 de gener de 2022    | TBA                 | TBA                 | TBA       |
|           | 5         | 6        |                              |                              | 4 de maig de 2022      |                     |                     |           |

## Crítica i recepció
La segona temporada de El marginal es va estrenar el 17 de juliol de 2018 per la pantalla de la Televisió Pública Argentina. El lliurament, que també es va emetre pel lloc estalal Cont.ar, va fer una mitjana de 9.6 punts de puntuació —amb una quota de pantalla de gairebé el 30,0%—, considerant-se una marca històrica per a una ficció del canal públic nacional. El capítol es va convertir en el més vist de la sèrie fins llavors, augmentant 6.9 punts respecte a l'últim capítol. Es va situar com el quart lliurament més vista del dia, empatant en puntuació amb Simona (eltrece, 21.30). Silvina Lamazares, del diari Clarín, referint-se a l'inici de la segona temporada, va establir una metàfora futbolística: «A la tele succeeix com en el futbol: quan es juga bonic hi ha més maneres de fer gols i brillar ».
Por altra part, Ricardo Marín, crític del periòdic La Nación, va comentar: «el primer episodi maneja molt bé la necessitat de presentar als personatges que s'incorporen (...), el passatge entre la primera i aquesta segona part, sense descurar l'acció i el suspens per a atrapar a l'audiència. El capítol multiplica els nivells de violència que mostrava la primera part, però l'equilibra amb una estètica, en tot el que envolta a El Sapo, que barreja el desagradable amb un humor grotesc que dilueix les situacions de barbàrie en una impressió d'irrealitat».
Després d'haver aconseguit la marca més alta en la premiere de la segona temporada, l'audiència no sols va continuar en aquestes mitjanes, sinó que també va continuar augmentant, aconseguint en el quart episodi els 10.4 punts de puntuació.
La tercera temporada va debutar el 9 de juliol de 2019, amb una marca històrica de puntuació: 13.5 punts, convertint-se en el més vist del dia. Previ a la première, es va emetre el making off de la sèrie (21.00, 4.3 punts).

## Premis i nominacions
| Any  | Premiación            |                                                         | Nominats                                                                                  | Resultat    | Ref.          |
| ---- | --------------------- | ------------------------------------------------------- | ----------------------------------------------------------------------------------------- | ----------- | ------------- |
| 2016 | Premis Notirey        | Producció                                               | El marginal                                                                               | Nominat     | [ 16 ]        |
| 2016 | Premis Notirey        | Revelació masculina                                     | Nicolás Furtado                                                                           | Guanyador   | [ 16 ]        |
| 2016 | Premis Notirey        | Actor de repartiment                                    | Abel Ayala                                                                                | Nominat     | [ 16 ]        |
| 2016 | Premis Notirey        | Actor protagonista                                      | Juan Minujín                                                                              | Nominat     | [ 16 ]        |
| 2016 | Premis Notirey        | Actriu protagónica                                      | Martina Gusmán                                                                            | Nominada    | [ 16 ]        |
| 2016 | Festival Series Manía | Gran premi internacional                                | El marginal                                                                               | Guanyador   | [ 17 ] [ 18 ] |
| 2016 | Premis Tato           | Programa de l’any                                       | El marginal                                                                               | Guanyador   | [ 19 ]        |
| 2016 | Premis Tato           | Millor ficció unitari                                   | El marginal                                                                               | Guanyador   | [ 19 ]        |
| 2016 | Premis Tato           | Millor Actriu en drama                                  | Martina Gusman                                                                            | Guanyadora  | [ 19 ]        |
| 2016 | Premis Tato           | Millor actor en drama                                   | Juan Minujin                                                                              | Guanyador   | [ 19 ]        |
| 2016 | Premis Tato           | Millor actor de repartiment                             | Nicolás Furtado                                                                           | Guanyador   | [ 19 ]        |
| 2016 | Premis Tato           | Millor direcció en ficció                               | Luis Ortega, Mariano Ardanaz, Javier Pérez i Alejandro Ciancio                            | Guanyadores | [ 19 ]        |
| 2016 | Premis Tato           | Millor guió en ficció                                   | Adrian Caetano y Guillermo Salmeron                                                       | Guanyadores | [ 19 ]        |
| 2016 | Premis Tato           | Millor edició en ficció                                 | Guillermo Gatti, Pablo Bologna, Fabricio Rodríguez, Bruno Weinstein i Elizabeth Blaustein | Guanyadores | [ 19 ]        |
| 2016 | Premis Tato           | Millor fotografia en ficció                             | Sergio Dotta                                                                              | Guanyador   | [ 19 ]        |
| 2016 | Premis Tato           | Millor vestuari en ficció                               | Andrea Duarte                                                                             | Guanyadora  | [ 19 ]        |
| 2016 | Premis Tato           | Millor cortina musical                                  | Sara Hebe                                                                                 | Guanyadora  | [ 19 ]        |
| 2016 | Premis Tato           | Millor direcció d’art en ficció                         | Julia Freid                                                                               | Guanyadora  | [ 19 ]        |
| 2016 | Premis Tato           | Millor escenografia en ficció                           | Julia Freid                                                                               | Guanyadora  | [ 19 ]        |
| 2017 | Premis Martín Fierro  | Millor minisèrie                                        | El marginal                                                                               | Guanyador   | [ 20 ]        |
| 2017 | Premis Martín Fierro  | Millor producció integral                               | El marginal                                                                               | Nominat     | [ 20 ]        |
| 2017 | Premis Martín Fierro  | Millor actor en unitari i/o minisèrie                   | Juan Minujín                                                                              | Nominat     | [ 20 ]        |
| 2017 | Premis Martín Fierro  | Millor Actriu en unitari i/o minisèrie                  | Martina Gusmán                                                                            | Nominada    | [ 20 ]        |
| 2017 | Premis Martín Fierro  | Millor actor de repartiment                             | Carlos Portaluppi                                                                         | Nominat     | [ 20 ]        |
| 2017 | Premis Martín Fierro  | Revelación                                              | Brian Buley                                                                               | Nominat     | [ 20 ]        |
| 2017 | Premis Martín Fierro  | Millor autor/llibretista                                | Adrián Caetano i Guillermo Salmerón                                                       | Guanyadores | [ 20 ]        |
| 2017 | Premis Martín Fierro  | Millor director                                         | Luis Ortega, Javier Pérez, Mariano Ardanaz i Alejandro Clancio                            | Nominat     | [ 20 ]        |
| 2017 | Premis Martín Fierro  | Martín Fierro d’Or                                      | El marginal                                                                               | Guanyador   | [ 20 ]        |
| 2017 | Premis Fund TV        | Millor ficció                                           | El marginal                                                                               | Guanyador   | [ 21 ]        |
| 2017 | Premis Platino        | Millor minièrie iberoamericana                          | El marginal                                                                               | Nominat     | [ 22 ]        |
| 2017 | Premis Argentores     | Millor teleteatre unitari                               | El marginal                                                                               | Guanyador   | [ 23 ]        |
| 2017 | Premis Fénix          | Millor repartiment o ensamble actoral                   | El marginal                                                                               | Nominat     | [ 24 ]        |
| 2019 | Premis Platino        | Millor minisèrie iberoamericana                         | El marginal                                                                               | Nominat     |               |
| 2019 | Premis Platino        | Millor interpretació masculina en minisèrie o telesèrie | Nicolás Furtado                                                                           | Nominat     |               |
| 2019 | Premis Martín Fierro  | Millor unitari i/o minisèrie                            | El marginal                                                                               | Nominat     |               |
| 2019 | Premis Martín Fierro  | Millor actor en unitari i/o minisèrie                   | Gerardo Romano                                                                            | Nominat     |               |
| 2019 | Premis Martín Fierro  | Millor actor de repartiment                             | Roly Serrano                                                                              | Guanyador   |               |
| 2019 | Premis Martín Fierro  | Millor cortina musical                                  | «El marginal» interpretada per Sara Hebe                                                  | Guanyador   |               |
| 2019 | Premis Fund TV        | Millor ficció                                           | El marginal 2                                                                             | Nominat     |               |